# Semmadon
Semmadon är en kommun i departementet Haute-Saône i regionen Bourgogne-Franche-Comté i östra Frankrike. Kommunen ligger i kantonen Combeaufontaine som tillhör arrondissementet Vesoul. År 2022 hade Semmadon 108 invånare.

## Befolkningsutveckling
Antalet invånare i kommunen Semmadon
| Referens: INSEE |